# Guadalupe Antonio Ruíz Urquín
Guadalupe Antonio Ruíz Urquín (* 21. April 1971 in Tapitula, Chiapas) ist ein mexikanischer römisch-katholischer Geistlicher und Prälat von Huautla.

## Leben
Guadalupe Antonio Ruíz Urquín studierte an den Priesterseminaren in San Juan de los Lagos und Tuxtla Gutiérrez. Am 19. März 1997 empfing er das Sakrament der Priesterweihe für das Erzbistum Tuxtla Gutiérrez.
Er erwarb nach weiteren Studien am pastoraltheologischen Institut für Lateinamerika ITEPAL das Lizenziat in Theologie. An der Lateranuniversität in Rom wurde er zum Dr. theol. promoviert. Er war als Professor und Regens am Priesterseminar tätig. Außerdem war er Rektor der Katholischen Universität Johannes Paul II. in Tuxtla. Vor seiner Ernennung zum Prälaten von Huautla war er zuletzt für die Weiterbildung der Geistlichen im Erzbistum Tuxtla Gutierrez verantwortlich.
Papst Franziskus ernannte ihn am 27. Juni 2020 zum Prälaten von Huautla. Die Bischofsweihe spendete ihm der Apostolische Nuntius in Mexiko, Erzbischof Franco Coppola, am 24. September desselben Jahres in der Kathedrale von Huautla. Mitkonsekratoren waren der Erzbischof von Antequera, Pedro Vázquez Villalobos, und der Erzbischof von Tuxtla Gutiérrez, Fabio Martínez Castilla.